# Maćkowice
Maćkowice est une localité polonaise de la gmina de Żurawica, située dans le powiat de Przemyśl en voïvodie des Basses-Carpates.

## Personnalités
- Stefan Turchak (1938-1988), chef d'orchestre ukrainien, est né à Maćkowice.